# Казале Мененти (Фрозиноне)
Казале Мененти је насеље у Италији у округу Фрозиноне, региону Лацио.
Према процени из 2011. у насељу је живело 79 становника. Насеље се налази на надморској висини од 248 м.